# Twan van Gendt
Twan Machiel Johannes van Gendt (nascido em 9 de junho de 1992) é um ciclista holandês que representa os Países Baixos no BMX. Foi selecionado para representar os Países Baixos nos Jogos Olímpicos de Verão de 2012 em evento BMX masculino. Lá, ele terminou na quinta posição. Em junho de 2015, ele competiu nos Jogos Europeus de 2015, representando os Países Baixos no ciclismo, mais especificamente, BMX masculino, conquistando uma medalha de bronze.